# Srpski Krstur
Srpski Krstur (izvirno srbsko Српски Крстур; madžarsko Ókeresztúr) je naselje v Srbiji, ki upravno spada pod Občino Novi Kneževac; slednja pa je del Severnobanatskega upravnega okraja.

## Demografija
V naselju živi 1260 polnoletnih prebivalcev, pri čemer je njihova povprečna starost 40,6 let (38,8 pri moških in 42,3 pri ženskah). Naselje ima 593 gospodinjstev, pri čemer je povprečno število članov na gospodinjstvo 2,73.
To naselje je, glede na rezultate popisa iz leta 2002, v glavnem srbsko.
|  |

| Demografija | Demografija     | Demografija     |
| Leto        | Št. prebivalcev | Št. prebivalcev |
| ----------- | --------------- | --------------- |
|             |                 |                 |
|             |                 |                 |
|             |                 |                 |
|             |                 |                 |
| 1948        | 2642            |                 |
| 1953        | 2585            |                 |
| 1961        | 2415            |                 |
| 1971        | 2201            |                 |
| 1981        | 1794            |                 |
| 1991        | 1552            | 1533            |
| 2002        | 1646            | 1620            |
|             |                 |                 |

| Etnična sestava po popisu iz leta 2002 | Etnična sestava po popisu iz leta 2002 | Etnična sestava po popisu iz leta 2002 | Etnična sestava po popisu iz leta 2002 | Etnična sestava po popisu iz leta 2002 |
| -------------------------------------- | -------------------------------------- | -------------------------------------- | -------------------------------------- | -------------------------------------- |
| Srbi                                   | Srbi                                   |                                        | 1.131                                  | 69,81%                                 |
| Romi                                   | Romi                                   |                                        | 220                                    | 13,58%                                 |
| Madžari                                | Madžari                                |                                        | 152                                    | 9,38%                                  |
| Jugoslovani                            | Jugoslovani                            |                                        | 36                                     | 2,22%                                  |
| Hrvati                                 | Hrvati                                 |                                        | 10                                     | 0,61%                                  |
| Makedonci                              | Makedonci                              |                                        | 8                                      | 0,49%                                  |
| Črnogorci                              | Črnogorci                              |                                        | 4                                      | 0,24%                                  |
| Ukrajinci                              | Ukrajinci                              |                                        | 2                                      | 0,12%                                  |
| Slovaki                                | Slovaki                                |                                        | 2                                      | 0,12%                                  |
| Muslimani                              | Muslimani                              |                                        | 2                                      | 0,12%                                  |
| Bunjevci                               | Bunjevci                               |                                        | 2                                      | 0,12%                                  |
| Rusi                                   | Rusi                                   |                                        | 1                                      | 0,06%                                  |
| Romuni                                 | Romuni                                 |                                        | 1                                      | 0,06%                                  |
| Bošnjaki                               | Bošnjaki                               |                                        | 1                                      | 0,06%                                  |
| Neznano                                | Neznano                                |                                        | 2                                      | 0,12%                                  |